# Feldbach, Zürich
Feldbach är en ort i kommunen Hombrechtikon i kantonen Zürich, Schweiz. 